# ニュストタール
ニュストタール（ドイツ語: Nüsttal）は、ドイツ連邦共和国ヘッセン州カッセル行政管区のフルダ郡に属す町村である（以下、本項では便宜上「町」と記述する）。この町は東ヘッセンに位置している。

## 地理

### 位置
ニュストタールはヒューンフェルトとヒルダースとの間の高度 320 m から 580 m のフォルダーレーン山地に位置している。ゴットハルツ、モルレス、リンメルス、ジルゲスといった村落が乳スト川の谷（ニュストタール）に位置している。これが町名の由来となった。ホーフアッシェンバッハ、ミッテルアッシェンバッハ、オーバーアッシェンバッハといった集落は、ニュスト川支流のアッシェンバッハ川の谷にある。ハーゼルシュタインは、ハーゼルシュタイン城趾の麓、ハーゼル川沿いに位置する。

### 隣接する市町村
ニュストタールは、北はラスドルフ（フルダ郡）、東はガイザ（テューリンゲン州ヴァルトブルク郡）、南はホーフビーバー、西はヒューンフェルト（ともにフルダ郡）と境を接する。

### 町内の山
- ブライター・ベルク (580 m)
- ズール (571 m)
- オーダースベルク (557 m)
- デーレンベルク (521 m)
- レスベルク (488 m)
- リングベルク (約 464 m)
- ヴァインベルク (461 m)
- リンツベルク (461 m)
- ツィンクベルク (375 m)
- ヴァハトベルク (324 m)
- シュロスベルク (483 m)

### 町内の川
- ニュスト川（全長 20 km、オーバーグルーベンから湧出し、ハウネ・バイ・ヒューンフェルトを流れる）
- ネッセ川（シュテーンスから湧出し、ジルゲスとリンメルスとの間でニュスト川に注ぐ）
- アッシェンバッハ川（ニュストを流れる）
- エルスバッハ川（アッシェンバッハを流れる）
- ビルケンバッハ川
- シュヴァルツバッハ川
- ヘルツグラーベン（ジルゲスを流れる）
- ハーゼル川（ヒューンフェルト・イン・デア・ハウネ近郊を流れる）

## 歴史
ヘッセン州の地域再編に伴い、1971年2月1日、それまで独立した町村であったホーフアッシェンバッハ、ミッテルアッシェンバッハ、モルレス、オーバーアッシェンバッハ、リンメルス、ジルゲスが合併して、新たな自治体ニュストタールが形成された。1972年8月1日に州法の発効に伴いゴットハルツとハーゼルシュタインがこれに加わった。

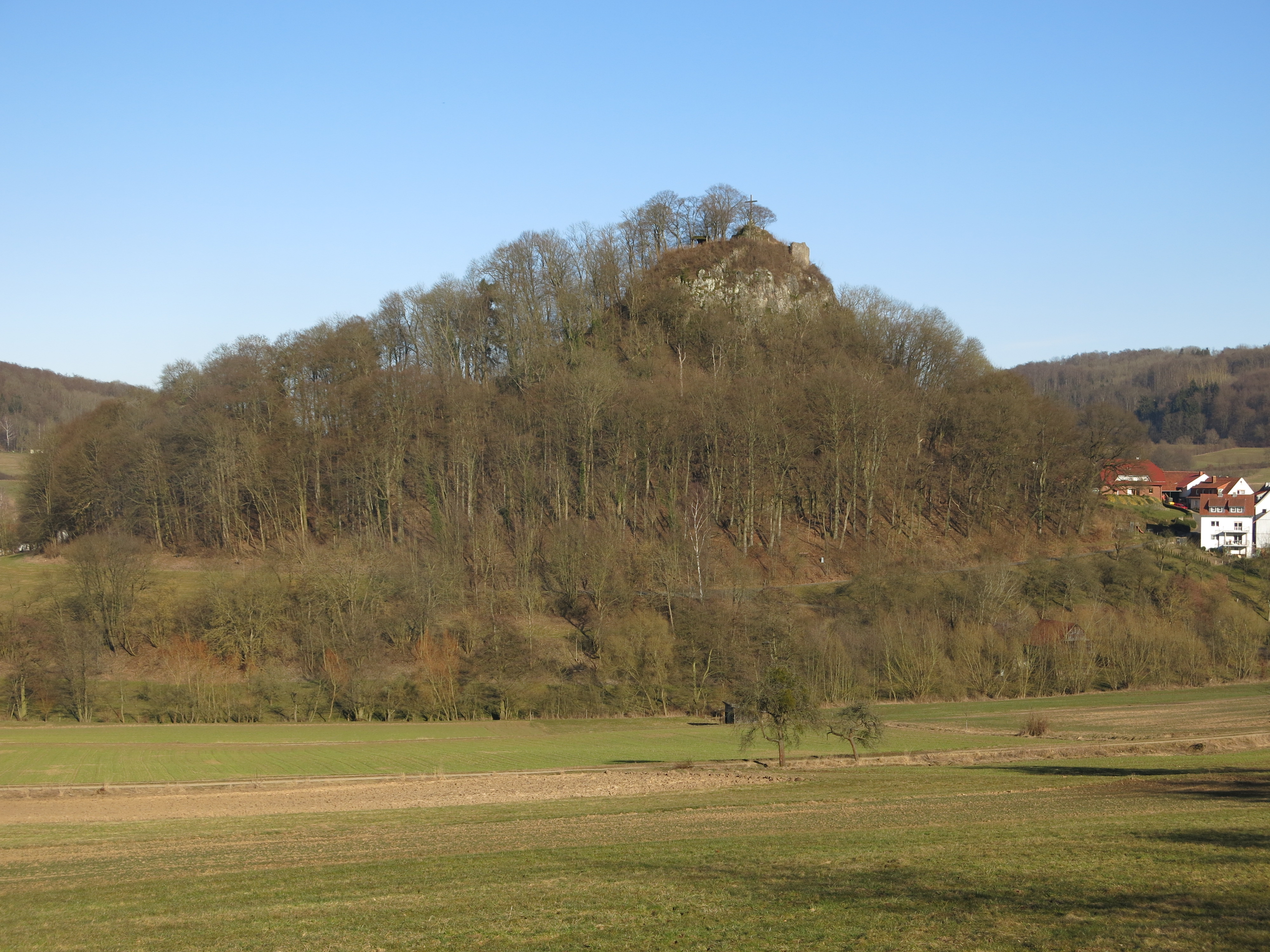
ハーゼルシュタイン城趾

- ホーフアッシェンバッハ (537 ha) は、町域で最も古い村落であり、1015年にフルダ修道院（ドイツ語版、英語版）の土地台帳に初めて記録されている。この集落はかつてはエッシェンバッハと呼ばれていた。ホーフアッシェンバッハの教会は1652年に焼失し、1685年に再建された。1961年6月6日の人口は 416人、1970年5月27日の人口は 427人であった（人口調査結果）[4]。現在（2018年）この地区には約 570人が暮らしている。
- ミッテルアッシェンバッハ (559 ha) は、ホーフアッシェンバッハの北、アッシェンバッハ川とエッシェンバッハ川との合流点に位置している。この村落は、1510年のフルダの徴税リストにおいて初めてホーフアッシェンバッハと区別されて記録されている。1844年に、村の西、リンスベルクの斜面に聖ラウレンティウス礼拝堂が建設された。1961年6月6日の人口は 292人、1970年5月27日の人口は 275人であった（人口調査結果）[4]。現在（2018年）この地区には約 273人が暮らしている。
- オーバーアッシェンバッハ (220 ha) は、アッシェンバッハ川の上流に位置している。この集落は1487年のフルダ修道院の文書に初めて登場する。1961年6月6日の人口は 79人、1970年5月27日の人口は 68人であった（人口調査結果）[4]。現在（2018年）この地区には約 47人が暮らしている。
- ハーゼルシュタイン (461 ha) は急峻な岩山の麓にある。そこには、おそらく1100年以前に、現在はハーゼルシュタイン城趾として見学することができる騎士の城砦が建設された。1160年頃、フルダ修道院院長マルクヴァルトは城の麓に村と農地を建設した[5]。村の教会は1732年に建設された。1961年6月6日の人口は 387人、1970年5月27日の人口は 394人であった（人口調査結果）[4]。現在（2018年）この地区には約 347人が暮らしている。
- リンメルス (339 ha) をフルダからガイザへ向かう古代の街道が通っていた。1752年にニュスト川にバロック様式の橋が架けられた。リンメルスは1410年に初めて史料に登場する。教会組織上リンメルスは常にホーフアッシェンバッハの支部教区であった。1656年に聖アントニウスの礼拝堂が建設された。1711年と1886年に新たな入植が行われた。1961年6月6日の人口は 223人、1970年5月27日の人口は 215人であった（人口調査結果）[4]。現在（2018年）この地区には約 279人が暮らしている。リンメルスは1984年と1986年にヘッセン州の最も美しい村に選ばれた。
- モルレス (563 ha) には近代的な教会（1964年にバロック教会に替えて建設された）と1774年建造の印象的な木組み建築（フォーゲルヴィルトシャフト）がある。この村は1510年にアムト・マッケンツェルの貸借記録に初めて登場するが、それよりも明らかに古い集落である。1961年6月6日の人口は 384人、1970年5月27日の人口は 426人であった（人口調査結果）[4]。現在（2018年）この地区には約 552人が暮らしている。
- ゴットハルツ (681 ha) はニュスト川の上流に位置している。この集落は1343年に初めて文献に現れる。1961年6月6日の人口は 274人、1970年5月27日の人口は 305人であった（人口調査結果）[4]。現在（2018年）ゴットハルツとケルメスを併せて約 375人が暮らしている。
- ジルゲス (380 ha) はおそらく1100年頃に計画的に建設された集落で、1300年11月11日のフルダ修道院院長ハインリヒ5世フォン・ヴァイルナウ（1288年 - 1313年）によって初めて、税務台帳に Selhees という表記で記録されている。1961年6月6日の人口は 328人、1970年5月27日の人口は 322人であった（人口調査結果）[4]。現在（2018年）この地区には約 375人が暮らしている。

## 行政

### 議会
ニュストタールの町議会は、15議席からなる。

### 紋章
紋章の8つの玄武岩（六角形）は、ニュストタールの8つの地区と玄武岩の産出量が多いことを示している。紋章中央のヘーゼルナッツ (ドイツ語: Haselnuss)は、歴史的に重要なハーゼルシュタイン城 (Burg Haselstein) を暗示している。

## 文化と見所

### クラブ
ニュストタール町には、文化、音楽、スポーツ分野の数多くのクラブが存在する。